# Jenggolo (Kepanjen)
Jenggolo is een bestuurslaag in het regentschap Malang van de provincie Oost-Java, Indonesië. Jenggolo telt 4864 inwoners (volkstelling 2010).